# Hirtodrosophila macromaculata
Hirtodrosophila macromaculata är en tvåvingeart som först beskrevs av Kang och Lee 1961.  Hirtodrosophila macromaculata ingår i släktet Hirtodrosophila och familjen daggflugor. Inga underarter finns listade i Catalogue of Life.